# De koppelaarster (Dirck van Baburen)
De koppelaarster is een schilderij van Dirck van Baburen.
Het werk toont een bordeelscène met een koppelaarster die haar hand ophoudt, een prostituee met een luit en een jongeman met een geldstuk.
Er bestaan meerdere versies van De koppelaarster. Een bevindt zich in het Museum of Fine Arts te Boston en een in het Rijksmuseum Amsterdam. Het Museum of Fine Arts zegt een versie uit 1622 te bezitten van Dirck van Baburen. De versie in het Rijksmuseum wordt gezien als geschilderd na 1623 door Dirck van Baburen of een kopie naar hem.
In het werk Zittende virginaalspeelster van Johannes Vermeer is in de achtergrond dit schilderij van Van Baburen of een kopie ervan afgebeeld. Ook Het concert van Vermeer toont de afbeelding in de achtergrond.
Het Courtauld Institute of Art in Londen bezit een versie waarvan rond 2010 werd achterhaald dat het van de hand van meestervervalser Han van Meegeren is.

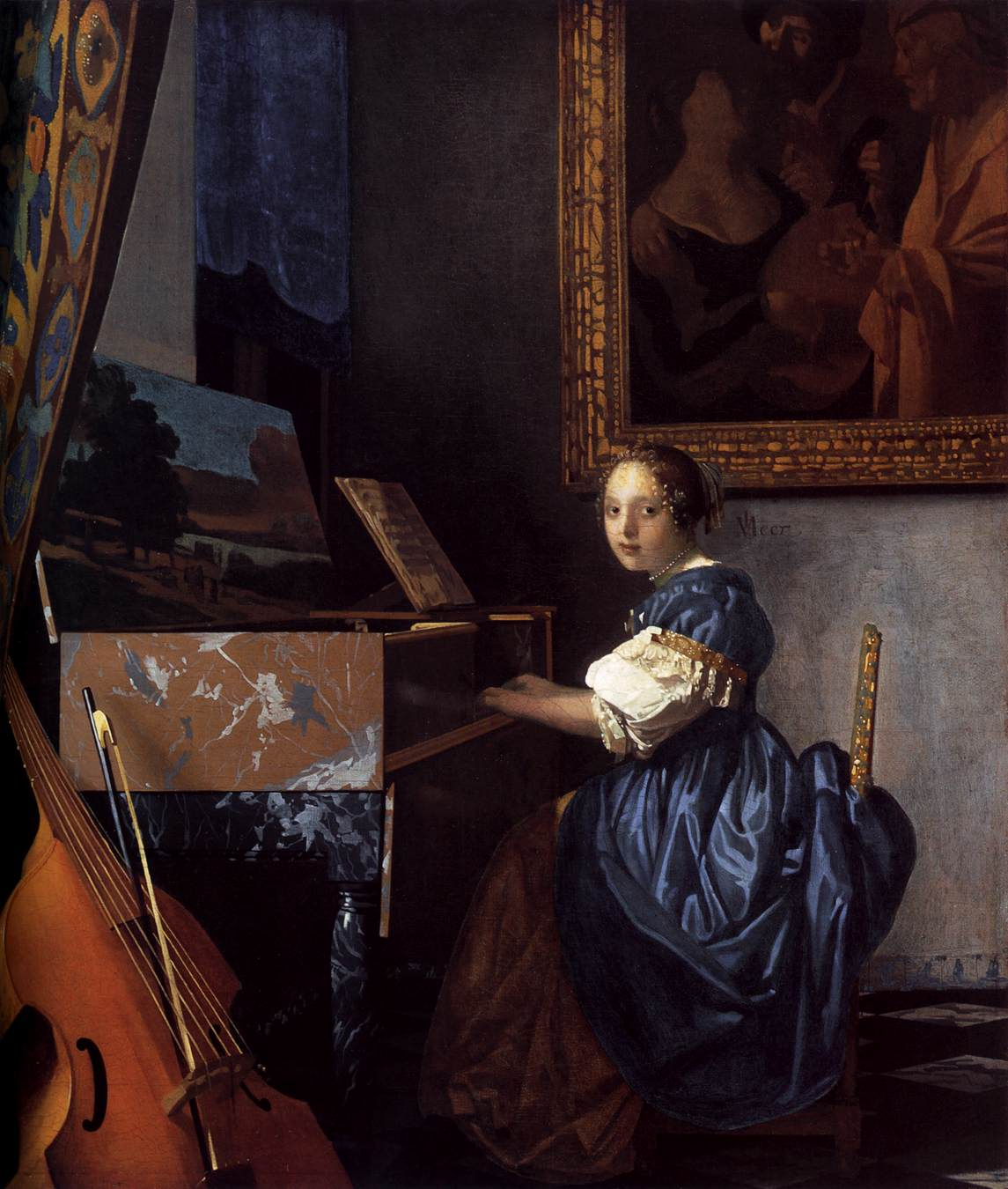
Zittende virginaalspeelster door Johannes Vermeer.